# 월러스 (축구 선수)
월러스 포르투나 도스 산토스(Wallace Fortuna dos Santos, 1994년 10월 14일 ~ ) 은 브라질의 축구선수이자, 현재 UAE 프로리그의 이티하드 칼바에서 뛰고 있다.